# Søren Bebe
Søren Bebe (født 5. december 1975 i Odense) er en dansk jazzpianist og komponist.
Bebe er uddannet fra Det Jyske Musikkonservatorium i Aarhus og er i dag bosiddende i København. Han har siden 2007 spillet med sin trio Søren Bebe Trio med Anders Mogensen (trommer) og Kasper Tagel (bas).
Bebe har turneret over det meste af Europa og har spillet i USA og i Østen.
Han har flere gange modtaget legater fra Statens Kunstfond.

## Diskografi

### Som Søren Bebe Trio
- Searching (2007)
- From out Here (2009)
- A Song For You (2012)
- EVA (2012) med Marc Johnson på bas
- Gone (2014)
- Home (2016)

### Som Søren Bebe
- Music For Ballet & Contemporary Classes (2013)
- Music For Ballet & Contemporary Classes, Vol. 1 (2016)
- Music For Ballet & Contemporary Classes, Vol. 2 (2016)
- Music For Ballet & Contemporary Classes, Vol. 3 - with a Jazz twist (2017)
- Pure Piano Vol. 1 (2016)
- Pure Piano Vol. 2 (2017)
- Music For Tap Dance (2017)
- Christmas Music (For Ballet Class) (2017)
- Jazz Music for Ballet Class (The Songs of George Gerswin) (2018)